# Julia Werup
Julia Werup (* 1987) ist eine schwedische Jazzsängerin und Dichterin.

## Leben und Wirken
Werups Vater ist der Schriftsteller und Musiker Jacques Werup. Als Sängerin ist sie Autodidaktin. Im Alter von 16 Jahren verließ sie ihr Zuhause. Mit 20 Jahren zog sie nach Kopenhagen und begann, mit einer Deep-House-Band aufzutreten und Gedichte zu schreiben. Sie arbeitete mit dem Rapper Jokeren und erforschte die Verbindung von Wort und Musik in der Poesie- und Spoken-Word-Szene Kopenhagens, zuletzt mit der Performance-Gruppe Live on Vinyl. Sie trat mit dem Pianisten Jan Lundgren auf. In Black Dalia wurden ihre Texte mit Kompositionen des Saxophonisten Thomas Hass kombiniert, die sie selbst zusammen mit der Norwegerin Marte Schau interpretierte.
Zwei Bücher mit ihren Gedichten hat das dänische Det Poetiske Bureau 2017 veröffentlicht. Mit dem Album The Thrill of Loving You, das in Zusammenarbeit mit dem Pianisten Sven-Erik Lundequist, dem Bassisten Johnny Åman und dem Schlagzeuger/Produzenten Thomas Blachman entstand, stellte sie sich mit Standards, die zwischen 1931 und 1966 geschrieben wurden, international als Jazzsängerin vor.
Julia Werup ist seit Dezember 2018 mit Blachman verlobt. Das Paar hat einen Sohn und eine Tochter. 2023 nahm Werup eine Ausbildung zur Hebamme auf.

## Schriften
- Ensomme mænds død Kopenhagen 2017
- Supernova Kopenhagen 2017

## Diskographische Hinweise
- Blixtra (Universal 2019)
- The Thrill of Loving You (Stunt Records, 2020)
- Dear Frances (Stunt Records, 2023)